# ハートレー事件
ハートレー事件（ハートレーじけん）は、1877年（明治10年）12月に発覚したイギリス人商人ジョン・ハートレー（英語: John Hartley）による日本でのアヘン密輸事件である。

## 解説
1877年（明治10年）12月、横浜の外国人居留地に住んでいたイギリス商人ジョン・ハートレー（John Hartley）が生アヘン20ポンド（約9.072キログラム）を「染物」と称して密輸しようとして、税関に見つかり、税関長は神奈川のイギリス領事館に対し、ハートレーを日英修好通商条約（安政の五カ国条約のうちのひとつ）に附属する「貿易章程」違反のかどで訴えた。しかし、翌1878年（明治11年）2月20日、において、生アヘンを薬用に供するためであると強弁するハートレーに対し、領事裁判法廷は無罪の判決を言い渡し、関連法令にも違反していないとの判断を示した。アヘンは日英条約附属「貿易章程」第二則では輸入禁制品とされていたが、領事裁判法廷はイギリスの法令には違反していないとしたのである。
この事件は当時の日本国民の大きな関心を引き起こし、同じ頃に流行したコレラよりも深刻だとする見解もあったほどである。3月7日、外務卿寺島宗則は、条約の偏頗な解釈であると抗議した。
日本政府は、1878年5月、イギリスの裁判所に上訴の手続きをとろうとしたが、のちにそれを切り換えて外交交渉での解決をはかったところ、イギリス政府は1879年（明治12年）2月、日本は「薬用アヘン移入規則」を制定すべしと主張して事件は迷宮入りした。
この事件はコレラの検疫に関係する翌年のヘスペリア号事件とともに、法権の回復がなければ国家の威信も保たれず、国民の安全や生命も守ることのできないことを国民が知ることになる契機となり、列強の治外法権に対して条約改正を求めるため、鹿鳴館外交や欧化政策が進められる端緒ともなった。